# Couesnon
Il Couesnon (in bretone Kouenon o C'houenon) è un breve fiume della Francia, che scorre quasi interamente nel dipartimento di Ille-et-Vilaine, nella regione della Bretagna.
Il fiume si origina presso lo stagno di Vézins (comune di Saint-Pierre-des-Landes nel cantone di Chailland, nel dipartimento della Mayenne). Dopo un corso di 101 km, si getta nella baia del Mont Saint-Michel con una foce a estuario.
Il fiume riceve nel suo corso le acque di un unico affluente, la Minette.
La variabilità del suo basso corso, che costituiva il confine tra Bretagna e Normandia,  ha ispirato un detto popolare locale «Le Couesnon dans sa folie a mis le Mont en Normandie» ("Il Couesnon, nella sua follia, ha messo il Monte in Normandia"), in quanto in uno dei suoi cambiamenti di percorso avrebbe spostato il confine lasciando il Mont Saint-Michel sulla sua destra orografica, e quindi in Normandia. Oggi il confine tra il dipartimento bretone di Ille-et-Vilaine e quello normanno della Manica, si trova a circa 4 km ad ovest del fiume.

## Idrologia

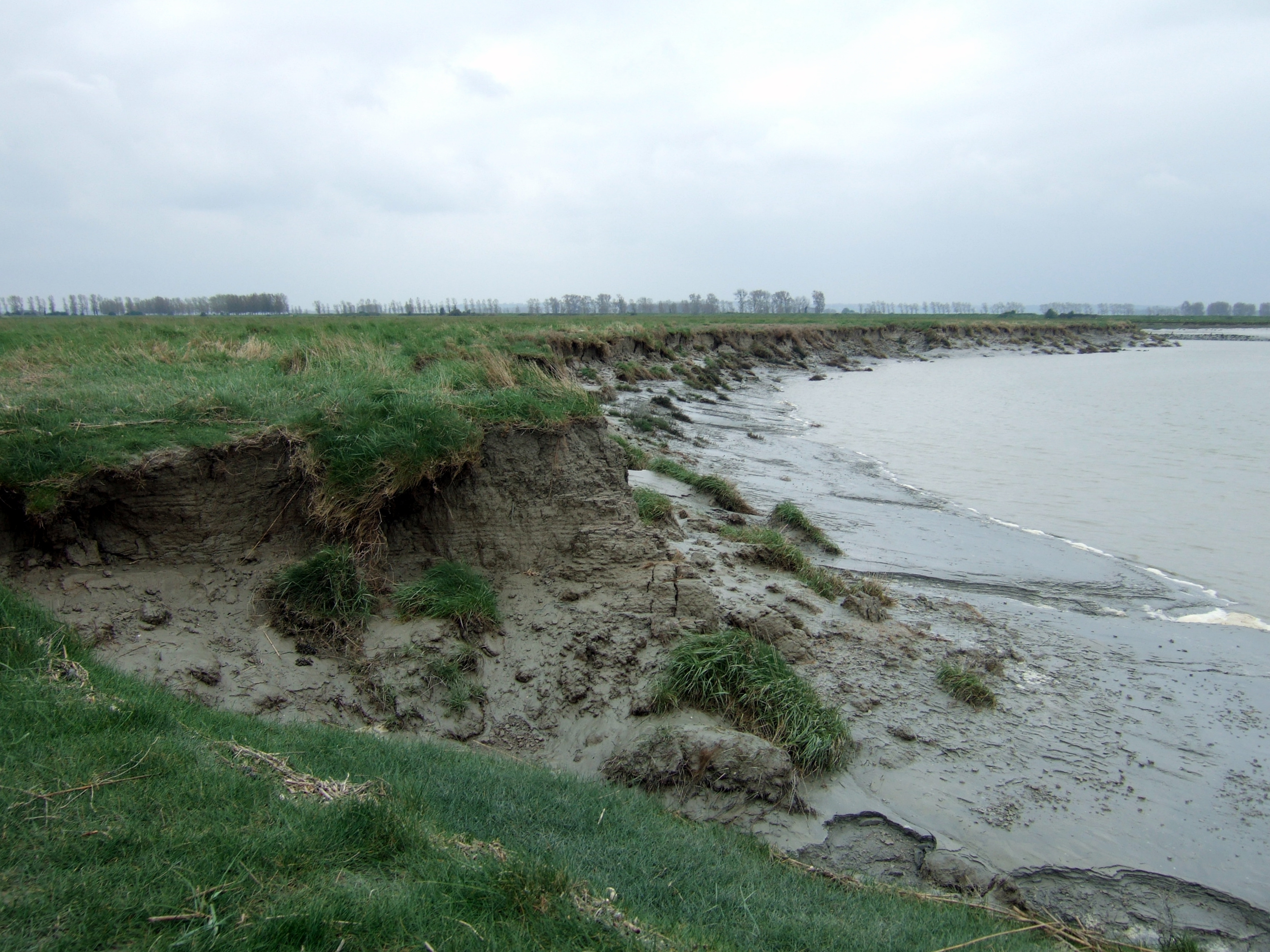
Le rive sabbiose e fangose del Couesnon in prossimità della foce.

Insieme ai fiumi Sée e Sélune, il Couesnon partecipa al funzionamento idraulico particolarmente complesso della baia del Mont Saint-Michel, dove le forti maree apportano grandi quantità di sedimenti che vengono però nuovamente portati al largo dalle correnti combinate dei tre fiumi.
Nel XIX secolo il Couesnon venne canalizzato per evitare ulteriori variazioni del suo corso e l'erosione della costa e una diga vi è stata edificata nel 1969. Queste sistemazioni, unite alla diga realizzata per garantire l'accesso al Mont Saint-Michel, hanno tuttavia accelerato l'insabbiamento della baia: sono dunque previste modifiche sia alla diga di accesso che alla diga sul fiume, in modo che quest'ultimo possa riprendere la sua funzione di spostare nuovamente al largo i sedimenti.
In occasione delle grandi maree nel corso del fiume può essere notato il fenomeno del mascaret, un'onda di risalita del mare in seguito all'alta marea.

## Storia

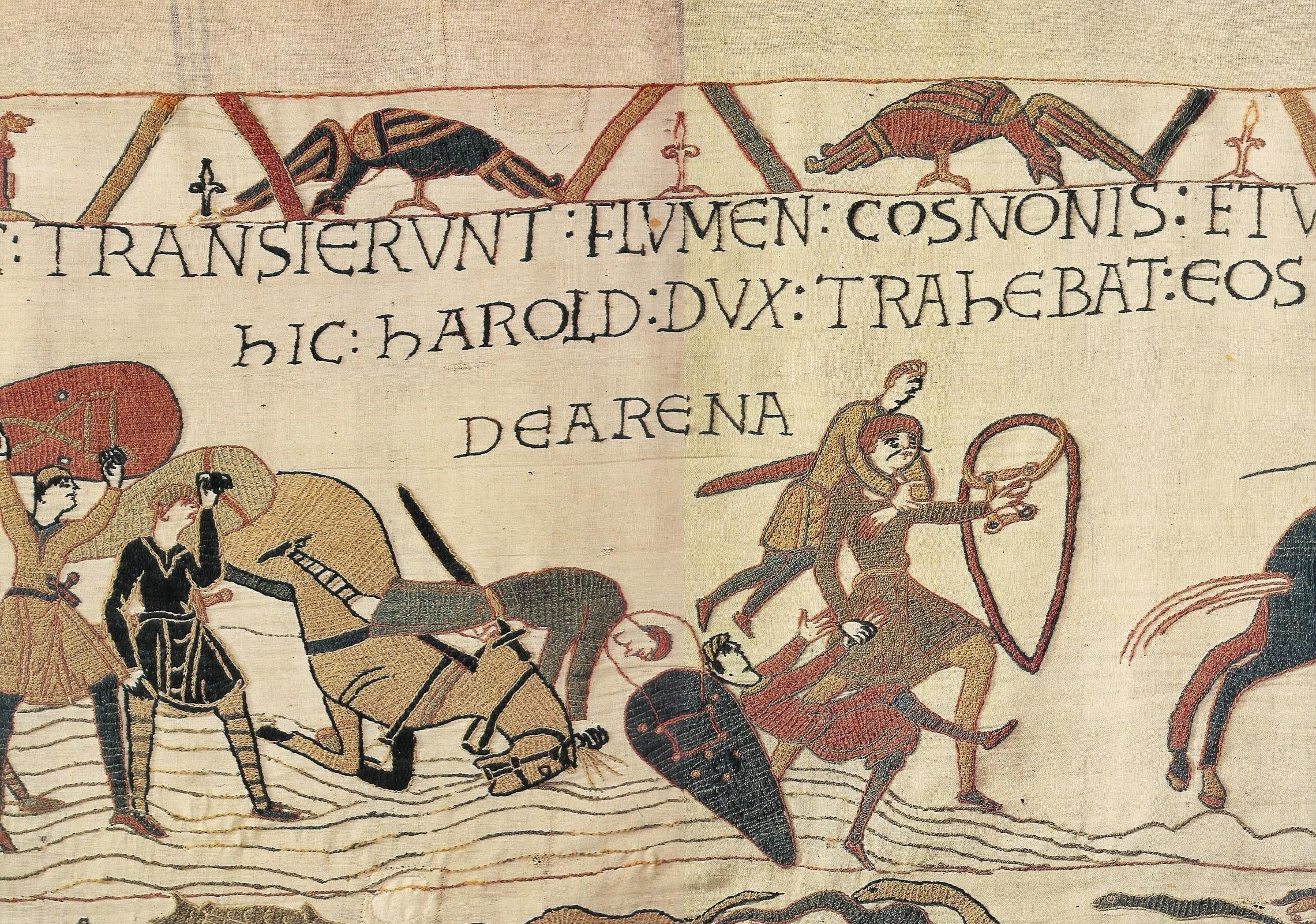
Menzione del fiume (Cosnonis) nell'arazzo di Bayeux

Il fiume costituiva agli inizi dell'XI secolo il confine tra il ducato di Bretagna e il ducato di Normandia, preceduto in questa funzione dalla Sélune.
L'ortografia del nome, derivato dal latino medioevale Cosnonis, attestato sull'arazzo di Bayeux, è stata per lungo tempo Coesnon